# Jan Václav Kněžek
Jan Václav Kněžek ou Václav Kněžek (appelé Knieschek, Knischek, Krieschek ou Kriesche en allemand), né en 1745 à Prague et mort en 1806 à Ratisbonne, est un compositeur bohémien de la période classique.

## Biographie
Jan Václav Kněžek naît en 1745 à Prague dans le Royaume de Bohême,,,,,,.
On connaît peu de choses de sa jeunesse et de sa formation, si ce n'est qu'il était proche de la famille du compositeur Jan Ladislav Dussek,,.
Jan Václav Kněžek devient à Prague un clarinettiste et un bassoniste renommé, exerçant son art dans des orchestres de la noblesse et dans le cadre de cérémonies religieuses,.
Selon Dieter Klöcker, il semble qu'il ait pu entrer en contact en Bohême avec la chapelle de la famille von Thun und Hohenstein, qui l'engage en tant que clarinettiste. C'est dans cet orchestre qu'il fait la connaissance du corniste Jan Václav Stich ou Wenzel Stich (1746-1803) qui est un serf du comte de Thun. Comme Stich possède trop de génie et de talent pour supporter sa condition, il s'enfuit en compagnie de Václav Kněžek et de trois autres musiciens et quitte la Bohême pour se rendre dans le Saint-Empire romain germanique afin d'y trouver la liberté. Le comte lance alors ses hommes à leur poursuite, avec comme instruction de retrouver en priorité Stich. Pour éviter d'être retrouvé, Stich traduit son nom en italien et se fait dès lors appeler Giovanni Punto.
Vers 1775 ou 1776, Václav Kněžek entre comme bassoniste dans la chapelle de la cour de la Maison de Tour et Taxis à Ratisbonne, où il se taille une belle réputation et devient un des membres les mieux placés de la chapelle princière, où il restera jusqu'à sa mort.
En Allemagne, le nom de Václav Kněžek est germanisé en Václav Knieschek, Václav Knischek, Wenceslaus Knezek, Wenceslaus Kniescheck, Johann Wenceslaus Knischek, Wenceslaus Knischek, Vaclav Krieschek, ou encore Vaclav Kriesche,,,,,,,,
Kněžek meurt en 1806 à Ratisbonne,,,,, dans la Principauté de Ratisbonne.

## Œuvre
Václav Kněžek figure parmi les compositeurs qui s'intéressèrent assez tôt au nouveau moyen musical qu'était la clarinette. Il a laissé plusieurs œuvres pour clarinette et pour basson,,,, :
- Concerto pour clarinette et orchestre en si bémol majeur (achevé le 8 décembre 1788[8],[9])
- Concerto pour clarinette et orchestre en mi bémol majeur
- Concerto pour deux clarinettes et orchestre en la majeur (composé à l'origine pour la clarinetto d'Amore ou clarinette d'amour[8],[9])
- Concerto pour basson, cor et orchestre en mi bémol majeur
- Partitas pour 2 clarinettes, 2 altos et violoncelle en sol majeur
- Trois partitas pour deux clarinettes, deux altos et violoncelle ou contrebasse
- Deux duos pour cor et basson (ou deux bassons)

Plusieurs messes, vêpres, cantates et morceaux de piano de sa composition ont été publiés à Ratisbonne.

## Enregistrements
- Drei Klarinettekonzerte "Die Böhmischen" - Three Clarinet Concertos, par Dieter Klöcker et Sandra Arnold (clarinettes) et le Südwestdeutsches Kammerorchester Pforzheim, dir. Gernot Schmalfuss (Novalis, 150 158-2, 2000)[15],[13]